# Melanagromyza cussoniae
Melanagromyza cussoniae är en tvåvingeart som beskrevs av Spencer 1964. Melanagromyza cussoniae ingår i släktet Melanagromyza och familjen minerarflugor. Inga underarter finns listade i Catalogue of Life.